# Врабча (Пирин)
 Тази статия е за бившето село в Пиринска Македония.  За селото в Трънско вижте Врабча.  За улицата в София вижте Врабча (улица).
Врабча е бивше село в Югозападна България, разположено на територията на Община Струмяни, област Благоевград.

## География
Селото се е намирало в западното подножие на Пирин в землището на днешното село Илинденци. Разположено е било на 5 километра северозточно от село Илинденци и на 11 километра североизточно от общинския център Струмяни.

## История
Селото възниква като чифлик в Османската империя и е съставено от две махали Горно Врабче и Долно Врабче. След Кресненско-Разложкото въстание, в което жителите му участват, селото е изгорено и част от жителите му бяга в Свободна България. Десет жители на Врабча подписват молба до британския генерален консул да бъдат освободени от османска власт.
В „Етнография на вилаетите Адрианопол, Монастир и Салоника“, издадена в Константинопол в 1878 година и отразяваща статистиката на населението от 1873 година, Врабци (Vrabtsi) е посочено като село в Мелнишка каза с 30 домакинства и 100 жители българи.
Към 1900 година според статистиката на Васил Кънчов („Македония. Етнография и статистика“) във Вранци живеят 220 души, всички българи християни.
В началото на XX век селото е под върховенството на Българската екзархия. По данни на секретаря на екзархията Димитър Мишев („La Macédoine et sa Population Chrétienne“) през 1905 година във Врапча (Vraptcha) има 176 българи екзархисти.
Селото е освободено от османска власт през октомври 1912 година по време на Балканската война от Седма рилска дивизия. Двама души от Врабча се включват като доброволци в Македоно-одринското опълчение.
След Междусъюзническата война селото остава в България. След Първата световна война населението му намалява поради изселване в съседното село Белица. В 1920 година има 195 жители, а в 1926 – 130. След 1926 година жителите на Врабча окончателно се изселват и селото е закрито в 1937 година. В центъра на Врабча има мраморна чешма.

## Личности
Родени във Врабча
- Вангел Димитров Панев (1888 – ?), македоно-одрински опълченец, четата на Дончо Златков, четата на Миладин Тренчев[7]
- Илия Панов, доброволец в четата на Иван Атанасов – Инджето през Сръбско-българската война в 1885 година[8]
- Яне Цветков (1881 – ?), македоно-одрински опълченец, 14-а воденска дружина[9]